# Ota, Corse-du-Sud
Ota là một xã của tỉnh Corse-du-Sud, thuộc vùng Corse, trên đảo Corse ở Pháp.

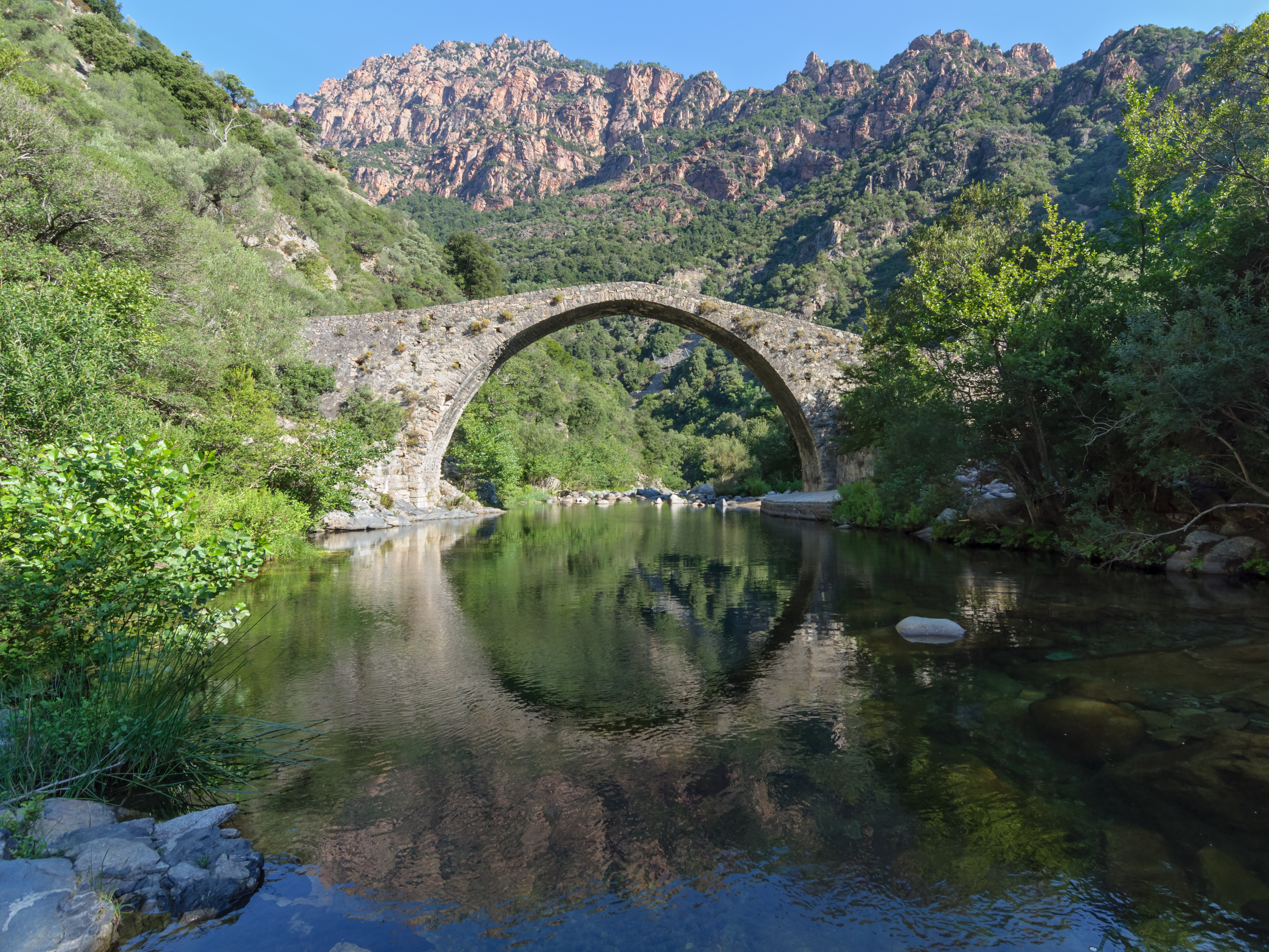
Ota, the Pianella bridge.